# Nachiketa

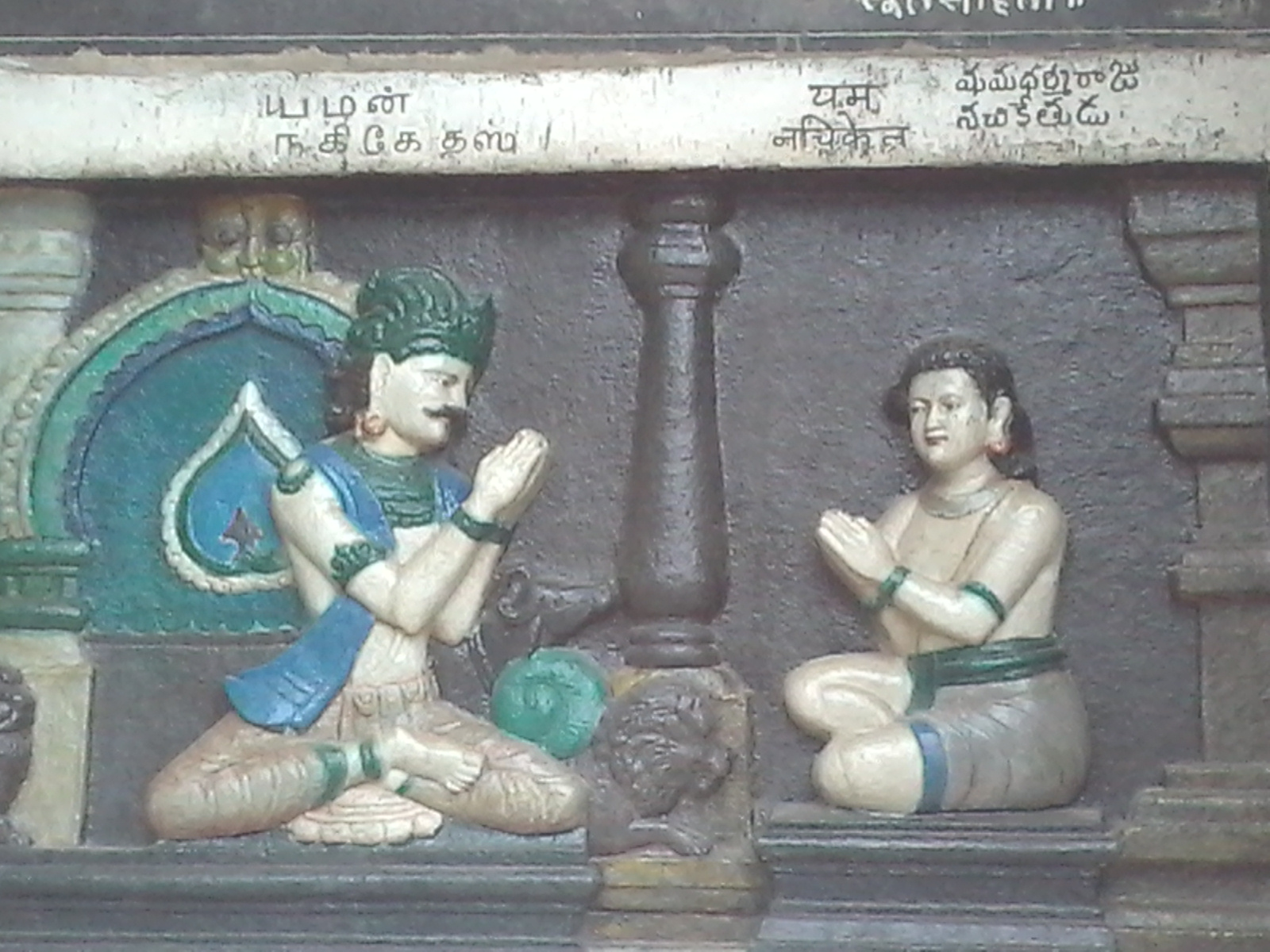
Iama enseña el Atma vidya a Nachiketa, en Sankara Mutt, Rameshwaram

Nachiketa (en sánscrito: नचिकेत), también conocido como Nachiketā (sánscrito: नचिकेता), o Nachiketas (sánscrito: नचिकेतस्) o a veces incluso Nachiketan (sánscrito: नचिकेतन्) era el hijo del sabio Vājashravas (sánscrito: वाजश्रवस्, lit. famoso por las donaciones) también conocido como Vājashravā (sánscrito: वाजश्रवा), es el niño protagonista de una antigua historia india sobre la naturaleza del alma y el poder de un niño espiritual, decidido y firme que era tan enérgico como su padre sabio. La historia se cuenta en el libro sagrado del hinduismo Kaṭha-upaniṣad (c. siglo V a. C.), aunque el nombre tiene varias referencias anteriores. El dios de la muerte, Iama, le enseñó el autoconocimiento, la separación del alma humana (el yo supremo) del cuerpo. Nachiketa es conocido por su rechazo a los deseos materiales que son efímeros, y por su búsqueda decidida del camino de la salvación /moksha, es decir, la emancipación del alma.

## Etimología
La palabra masculina Nachiket (नचिकेत/नचिकेता/नचिकेतस्/नचिकेतन्) tiene varios significados que se interrelacionan con sus otros significados. Es básicamente una combinación de tres palabras- न+चि+केतृ (IAST: na+ci+ketṛ). न (na) significa negación, चि (ci) significa चैतन्य (IAST: caitanya) es decir, energía espiritual sin fin y केत/केता/केतस्/केतन् (IAST: keta/ketā/ketas/ketan) que es la forma corta de केतु (ketu) significa acción giratoria continua. Por lo tanto, literalmente el nombre significa «el que no deja que su energía se pierda en un bucle sin fin».
Sin embargo, hay otros significados del nombre que son:
- Lo que no se percibe.
- El Espíritu vivificante que yace dentro de todas las cosas como latente en la madera, etc.
- El espíritu que da la sed insaciable de lo desconocido.[1]
- Fuego (en términos simples).

De acuerdo con el hinduismo, ya que el fuego se considera uno de los elementos sagrados y puros, los puranas nombran al primer fuego surgido como «Nachiket».

## Katha upanishad: Nachiketa y Yama

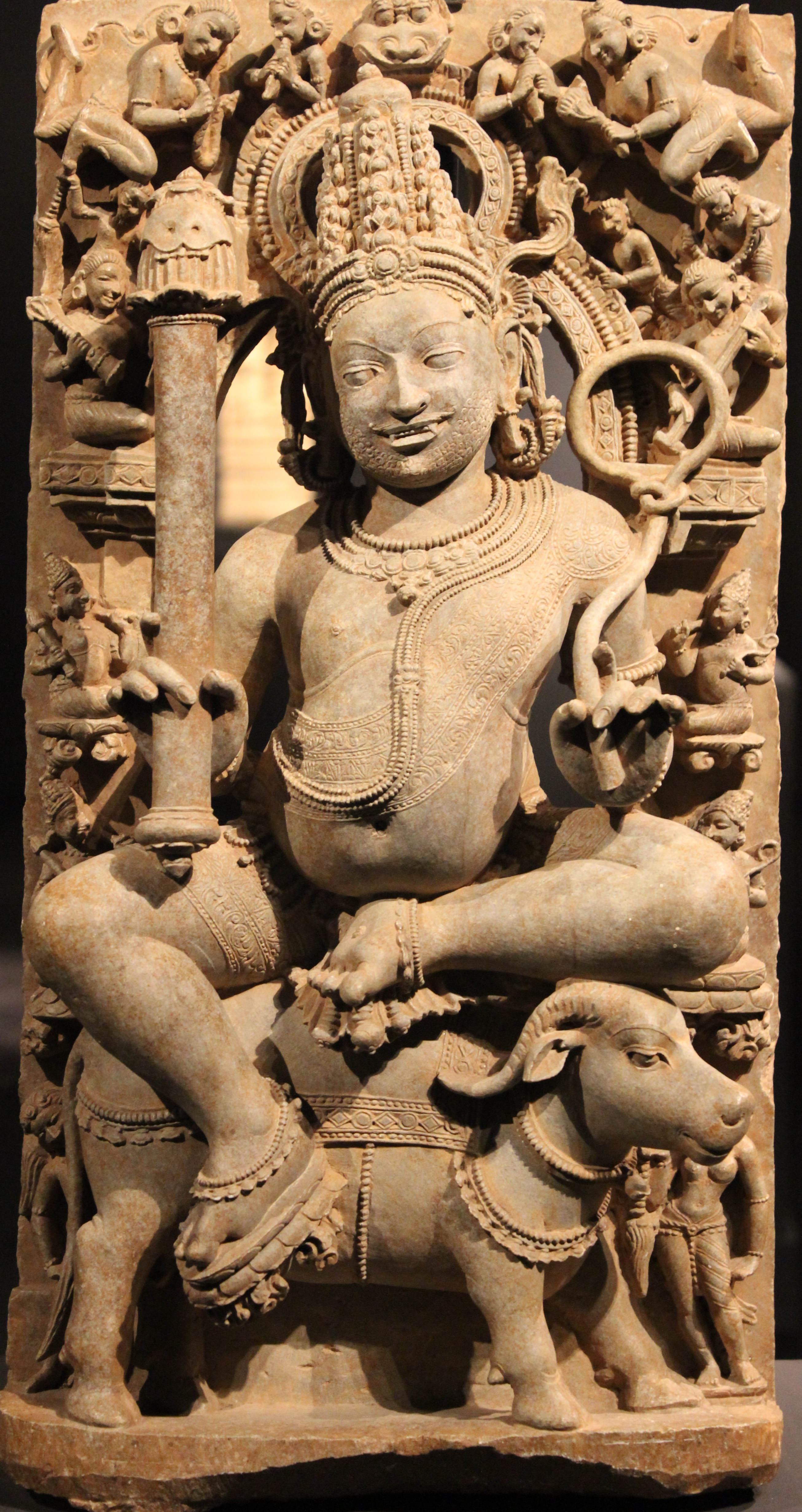
Escultura de Iama sobre su toro.